# Manuel Suárez Cortina
Manuel Suárez Cortina (Gijón, 1951) es un historiador español, catedrático de la Universidad de Cantabria.

## Biografía
Es autor de obras como El fascismo en Asturias (1931-1937) (Siverio Cañada, 1981), El reformismo en España. Republicanos y reformistas bajo la Monarquía de Alfonso XIII (siglo XXI, 1986), su tesis doctoral sobre el Partido Reformista, Casonas, hidalgos y linajes: la invención de la tradición cántabra (1994); El gorro frigio. Liberalismo, Democracia y Republicanismo en la Restauración (Biblioteca Nueva/Sociedad Menéndez Pelayo, 2000), La sombra del pasado. Novela e historia en Galdós, Unamuno y Valle-Inclán (Biblioteca Nueva, 2006), El águila y el toro. España y México en el siglo XIX. Ensayos de historia comparada (2010); entre otras.
También ha sido editor o coordinador de los dos volúmenes de Historia de Cantabria: un siglo de historiografía y bibliografía (1900-1994) (Fundación Marcelino Botín, 1995); o de obras como La Restauración, entre el liberalismo y la democracia (Alianza Editorial, 1998); El anticlericalismo español contemporáneo (Biblioteca Nueva, 1998), junto a Emilio La Parra López; Cultura liberal, México y España, 1860-1930 (PubliCan-UNAM, 2010), junto a Aurora Cano y Evelia Trejo Estrada; o Libertad, armonía y tolerancia. La cultura institucionista en la España contemporánea; entre otras.